# Joan Cros i Burch
Joan Cros i Burch   (Manlleu, c. 1954) és un preparador de motocicletes i equips de competició català que protagonitzà una llarga carrera esportiva com a pilot de motocròs. Durant la dècada del 1970 i començaments de la de 1980, destacà en competicions estatals d'aquest esport i fou un dels principals competidors al Campionat d'Espanya. Durant anys, va córrer amb els equips oficials de Bultaco, Montesa i Husqvarna. El seu fill, conegut com a Joanet Cros, ha estat diverses vegades Campió d'Espanya i ha competit amb èxit a escala internacional.
El 1975, Joan Cros va fundar al seu Manlleu natal un taller de motocicletes, JCR Tuning, que donà peu a la creació, el 1987, del Team JCR, un equip de competició especialitzat en motocròs que ha aconseguit nombrosos èxits en campionats estatals de motocròs i supercross.

## L'equip JCR
Cap a 1979, un jove manlleuenc de només 14 anys, Santi Piella, entrà com a aprenent al taller de Joan Cros. Pocs anys més tard, Piella començà a destacar en competicions juvenils de motocròs i, més tard, d'enduro, amb les motos que es preparaven entre ell i Cros al taller. L'èxit de l'experiència va fer que aquest, retirat de les competicions des de 1985, comencés a donar suport a altres pilots de nivell, com ara Paco Rial i Òscar Vallès, i fundés poc després el seu equip de competició, el Team JCR.
El primer any de vida l'equip, Santi Piella ja va participar amb el seu suport al Campionat del Món de motocròs de 500cc. Aviat, Cros començà a preparar també motors de 60 i 80 cc (les preparacions de JCR se centren especialment en els motors i les suspensions de les motos) i promocionà un nou valor en aquestes cilindrades, Edgar Torronteras. Altres pilots que han corregut emparats per l'equip de Joan Cros al llarg dels anys són Gerard Farrés, Xavi Colomer, Óscar Lanza, Joel Lozano, Alejandro Pérez, Mattias Nilsson, Carlos i Jorge Bravo, Ivan Cervantes, Javier García Vico, Jonathan Barragán, Xevi Pons i Jorge Prado entre d'altres. Molts d'ells han guanyat nombrosos campionats d'Espanya i han aconseguit èxits també als campionats europeu i mundial. Però, lògicament, el pilot que més ha durat dins l'equip és el seu fill, Joanet Cros, qui actualment competeix al Campionat AMA de supercross.

## Palmarès al Campionat d'Espanya de motocròs
| Any  | Motocicleta     | 500 cc | 250 cc | 125 cc |
| ---- | --------------- | ------ | ------ | ------ |
| 1975 | Bultaco         | -      | 6è     | -      |
| 1976 | Bultaco         | -      | 8è     | -      |
| 1977 | Bultaco         | -      | 5è     | -      |
| 1978 | Montesa/Bultaco | 8è     | 10è    | -      |
| 1979 | Montesa         | -      | 9è     | -      |
| 1980 | Fantic          | -      | -      | 4t     |